# 萬斯縣 (北卡羅萊納州)
萬斯县（英語：Vance County）是美國北卡羅萊納州北部的一個縣，北鄰維吉尼亞州。面積699平方公里。根据美國2000年人口普查，共有人口42,954人。縣治亨德森（Henderson）。
成立於1881年3月5日。縣名紀念州長、聯邦參議員紀伯倫·B·萬斯（Zebulon Baird Vance）。